# Грешници (филм, 2025)
„Грешници“ (на английски: Sinners) е американски периодичен свръхестествен филм на ужасите от 2025 г. на режисьора Райън Куглър по негов сценарий. В него участват Майкъл Б. Джордан, Хейли Стайнфелд, Майлс Кейтън, Джак О'Конъл, Вунми Мосаку, Джейми Лоусън, Омар Милър, Бъди Гай и Делрой Линдо. Филмът излиза по кината в Съединените щати на 18 април 2025 г.

## Актьорски състав
- Майкъл Б. Джордан – Илайджа и Илайъс (братя близнаци)
- Хейли Стайнфелд – Мери
- Майлс Кейтън – Сами Мур
  - Бъди Гай – Сами като възрастен
- Джак О'Конъл – Ремик
- Вунми Мосаку – Ани
- Джейми Лоусън – Пиърлайн
- Омар Милър – Корнбрийд
- Ли Джун Ли – Грейс Чоу
- Делрой Линдо – Делта Слим
- Яо – Бо Чоу
- Лола Кърк – Джоан
- Питър Дрейманис – Бърт
- Сол Уилямс – Джедедая
- Хелена Хю – Лиса Чоу
- Дейвид Малдоналдо – Хогууд
- Андрийн Уорд-Хамънд – Рути
- Натаниел Арканд – Чейтън
- Тендаж Джексън – Беатрис
- Никой Банкс – Джейкъб